# Bains Lapinniemi
Les bains de Tampere finnois : Tampereen Kylpylä ou bains Lapinniemi finnois : Lapinniemi Kylpylä) est un hôtel appartenant à la chaîne Holiday Club à Lapinniemi à Tampere en Finlande.

## Présentation
L'hôtel spa est logé dans un bâtiment construit en 1897 pour abriter une filature de coton.
Le spa a été construit dans un des bâtiments d'usine en 1990 et il a été acheté par le Holiday Club en 2000. Le spa a été transféré au Sokotel en 2006 et de nouveau au Holiday Club en 2011.